# ترهول
ترهول (به هلندی: Terhole) یک منطقهٔ مسکونی در هلند است که در هولست واقع شده‌است. ترهول ۵۲۳ نفر جمعیت دارد.